# Stadthafen Lünen

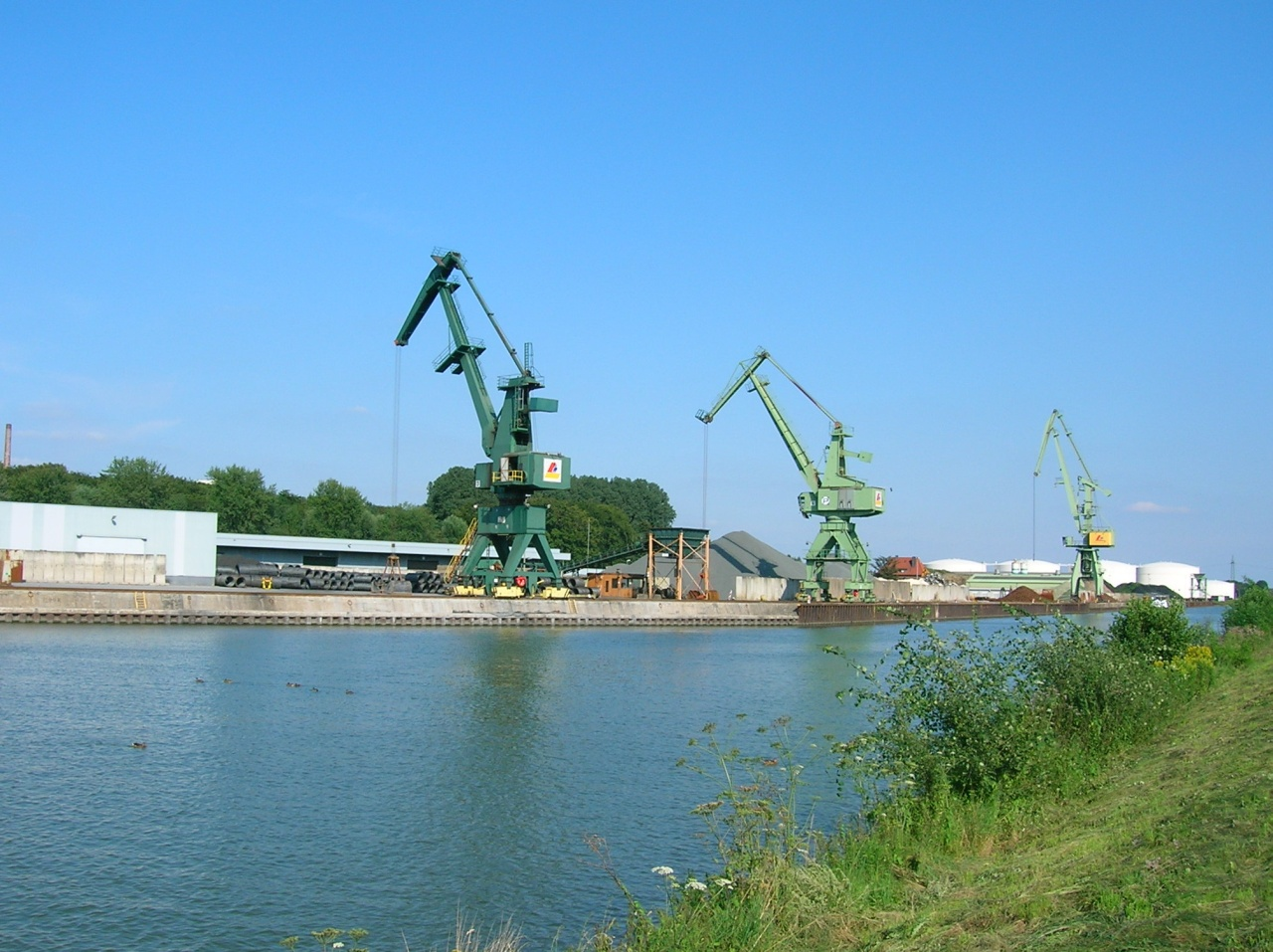
Der Stadthafen Lünen

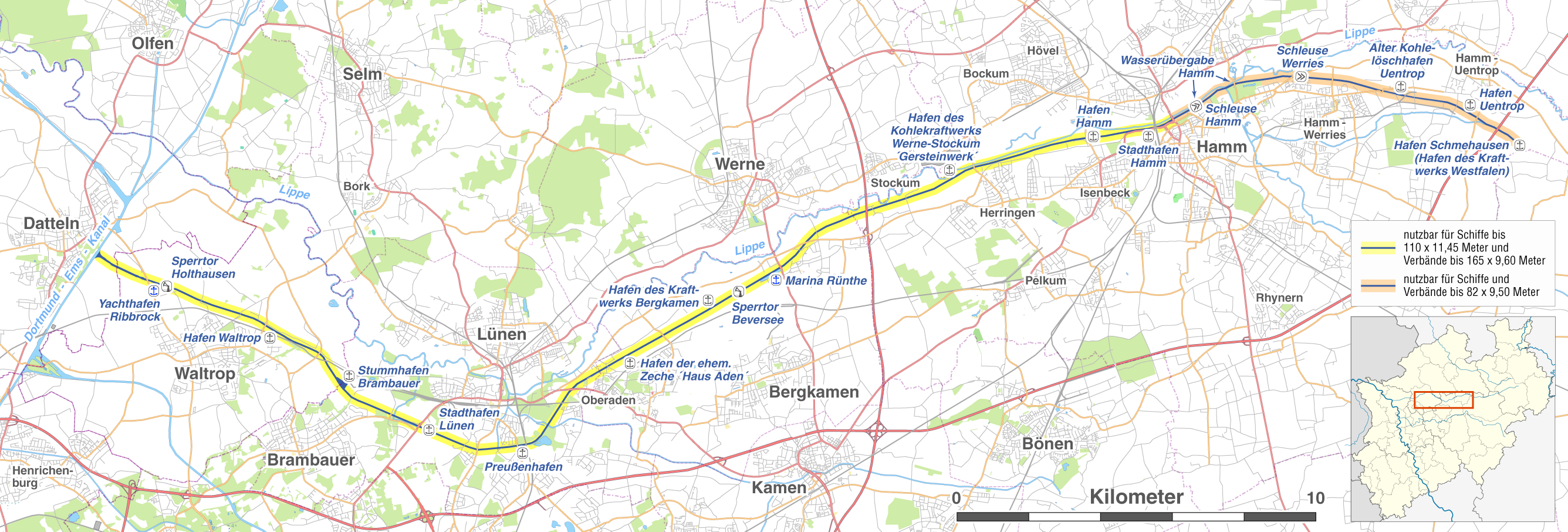
Lage des Hafens am Kanal

Der Stadthafen Lünen ist der Binnenhafen der Stadt Lünen (Nordrhein-Westfalen) am Datteln-Hamm-Kanal (DHK).

## Geschichte
Noch während des Baus des Datteln-Hamm-Kanals begann in Lünen 1912 die Planung zur Errichtung eines städtischen Hafens für den Abtransport der auf der Zeche Victoria geförderten Kohlen. Im Jahr 1914 ging der Kohlehafen in Betrieb.
Bis 1958 diente der Hafen auch für den Güterumschlag des Aluminiumwerks (Lippewerk) der Vereinigte Aluminiumwerke und des Sägewerks Haumann. Mit der Verlängerung des vom DB-Bahnhof Lünen-Süd abzweigenden Industriestammgleises über die Hüttenwerke Kayser AG bis zum Hafen wurde dieser weiter ausgebaut. Zwischen 1961 und 1967 betrieb die Lüner Hafenumschlag- und Speditions GmbH den Hafen als öffentlicher Umschlagbetrieb. Im Jahr 1967 übernahmen dann die Stadtwerke Lünen den Betrieb mit der hierfür gegründeten Stadthafen Lünen GmbH.
Seit seiner Inbetriebnahme hat sich das Geschäftsfeld des Stadthafen Lünen vom reinen Kohleumschlagplatz über die Erweiterung zum Lagergeschäft für diverse Stahlerzeugnisse bis hin zum Recyclingstandort mit über 214 genehmigten Abfallarten nach dem Europäischen Abfallartenkatalog (EAK) weiterentwickelt.

## Der Hafen in Zahlen
Die Gesamtfläche des Hafengeländes beträgt 19 Hektar. Die Hallenlager bieten 17.000 m², die Freiflächen 81.000 m² Lagerfläche. An der befestigten Kaimauer von 936 Meter gibt es zwölf Liege-, acht Entladeplätze und sechs Kräne. Zwei Gleiswaagen und eine 60 Tonnen Fahrzeugwaage stehen zur Verfügung.
Umgeschlagen werden bei Eisen und Stahl vor allem Coils, Halbzeuge, Walzdraht, Blankstahl, Edelstahlbleche und Kupfer, bei Schüttgütern vor allem Kohle, Getreide, Baustoffe, Glas, Recyclinggüter, Flugasche und Roheisen. 2008 wurden von 582 Schiffen ca. 963.000 Tonnen umgeschlagen.
Nutzer des Stadthafens erreichen über den Wesel-Datteln-Kanal das Westdeutsche Kanalnetz und den Rhein. Für den Eisenbahnverkehr gibt es das Hafenanschlussgleis. Kraftfahrzeuge und Lastkraftwagen können die naheliegende Bundesstraße 236 und Bundesautobahn 2 nutzen.

## Zukunft
Ausbau des Datteln-Hamm-Kanals zwischen der Mündung bis einschließlich Stadthafen Hamm für die Befahrung durch 110 Meter lange Großmotorgüterschiffe und 185 Meter lange Schubverbände. Diese sollen mit einer Abladetiefe von 2,80 Metern im Begegnungsverkehr fahren können. Derzeit sind Teilstücke nur im Einbahnverkehr befahrbar, was zu längeren Wartezeiten führt.
Im Zuge dieser Ausbaumaßnahme werden viele Brücken, die den Datteln-Hamm-Kanal queren, angehoben, da sowohl die Schiffe in den letzten 100 Jahren höher geworden sind als auch Bergsenkungen das Niveau der Straßen gesenkt haben. Eine Durchfahrt unter den Brücken kann aktuell nur erfolgen, wenn das Schiff Ballast aufnimmt.
Auf Höhe des Stadthafens Lünen wurde im Jahr 2010 ein vergrößertes Wendebecken fertiggestellt. Die insgesamt 11 Kilometer des Datteln-Hamm-Kanals, die erweitert werden sollten, wurden bis zum Wendebecken fertiggestellt. Durch die fehlende Ausbaustrecke bis Hamm wird das Wendebecken zusätzlich als Anlegestelle für wartende Schiffe genutzt.